# Chapelle Saint-Rigobert de Gernicourt
La chapelle Saint-Rigobert de Gernicourt est une chapelle située à Gernicourt dans le département de la Marne, en France.

## Description
La chapelle se situe au-dessus d'une source.

## Localisation
Elle est située sur la commune de Gernicourt ancienne commune du département de l'Aisne, devenue une commune déléguée du département de la Marne.